# 对因治疗
对因治疗（etiological treatment）指针对疾病根本原因进行治疗（如施药），也称治本，例如用抗生素杀灭病原微生物。对症治疗则是针对疾病所导致的症状加以医治和缓解。在病症严重时可能“标本兼治”以利恢复，而病症危及生命时则优先采取对症治疗。